# Friedrich Bergius
Friedrich Karl Rudolf Bergius (født 11. oktober 1884 i Wrocław, død 30. marts 1949 i Buenos Aires) var en tysk kemiker og nobelprismodtager. Han modtog Nobelprisen i kemi i 1931 sammen med Carl Bosch for deres bidrag til kemisk højtryksmetoder.